# Colegio Notarial de Cataluña
El Colegio Notarial de Cataluña es la organización profesional de los notarios que trabajan en esta comunidad autónoma española. Su sede está en Barcelona, en un edificio protegido como Bien de Interés Cultural. El Colegio de notarios reúne un total de 510 notarías de Cataluña, de las que 349 están en la provincia de Barcelona (144 en la capital), 61 en la provincia de Gerona, 35 en la Provincia de Lérida y 65 en la de Tarragona .

## Historia
Fue fundado en Barcelona en 1395, año de concesión del privilegio por Juan I de Aragón, que entre otras facultades concedía a los notarios la de reunirse, resolver asuntos corporativos o reglamentar sobre ellos, pero no llevaba el nombre de Colegio, que no aparece hasta 1416. Era propio solo de Barcelona y otras ciudades tenían sus Colegios. Además  había un Colegio de Notarios real que se creó en el siglo XV .

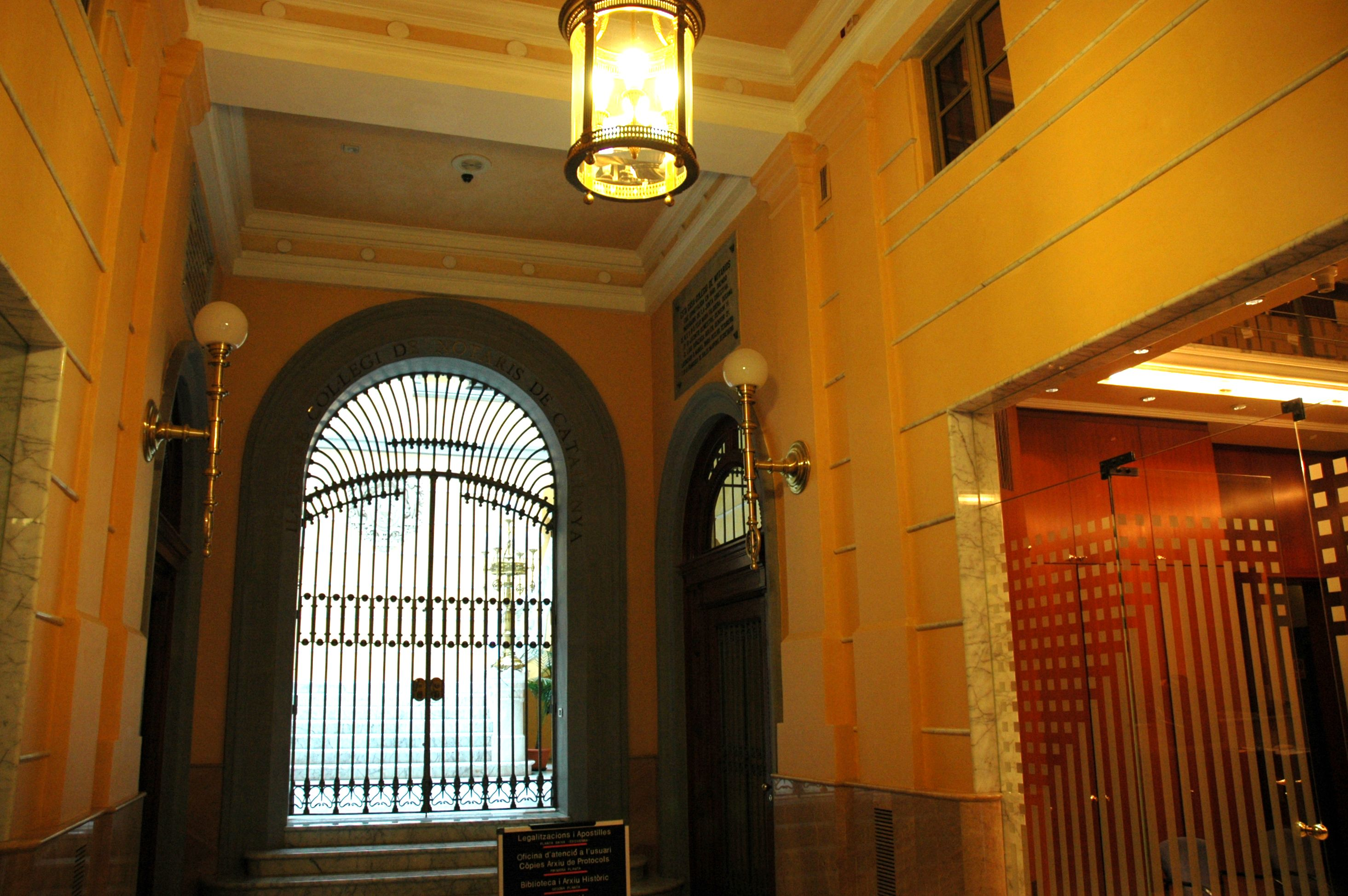
El vestíbulo del edificio.

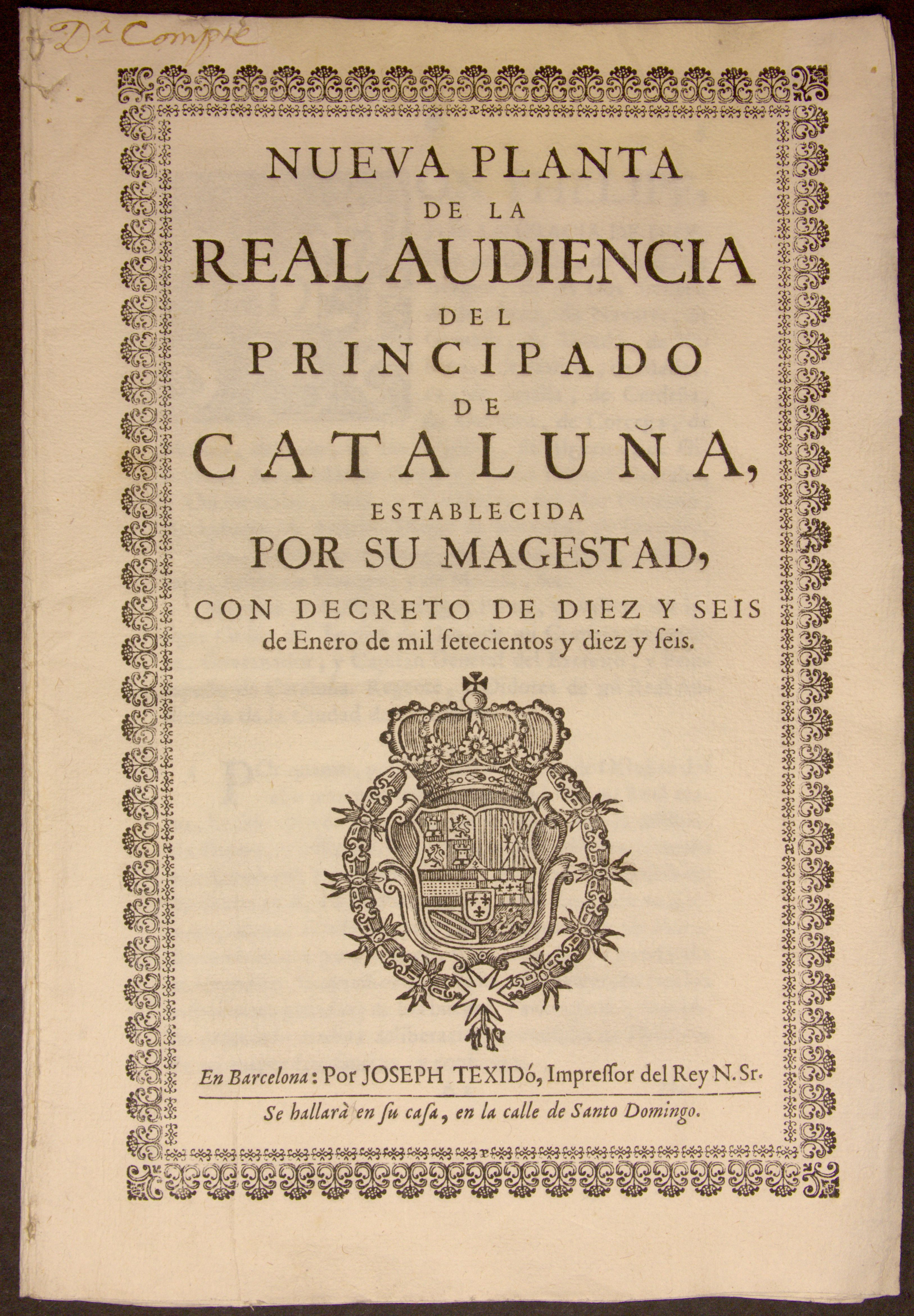
El Decreto de Nueva Planta, prohibió el uso de la lengua catalana a la administración de justicia de Cataluña.

El XIX  (25 de junio de 1852) los dos Colegios de Barcelona se unificaron y perdieron vigor los Colegios otras ciudades y finalmente se dictó la Ley orgánica del Notariat de 28 de mayo de 1862 que creó 15 Colegios en todo el Estado español, con una demarcación territorial equivalente a las antiguas Audiencias, que le daban nombre (así el Colegio catalán fue el Colegio Notarial de Barcelona). El 10 de junio de 1862 los colegios otras ciudades (Lérida, Tarragona, Tortosa, Vich, Gerona, Castellón de Ampurias y Figueras) quedaron unificados con el de Barcelona.
Del 1903 al 1906  hubo colegios provinciales, pero desaparecieron rápidamente volviendo a la situación anterior. En 1932 el Colegio de Barcelona tomó el nombre de Colegio de Notarios de Cataluña (4 de julio de 1932) que perdió el 1939, pero recuperó el nombre de 1932 por orden de 5 de diciembre de 1997 publicada el 21 de enero de 1998.
Hoy las escrituras se encabezan con el nombre del notario, y "notario del Ilustre Colegio de Cataluña", con una tendencia creciente a normalizarse el uso del catalán.
El Colegio tiene el archivo notarial de protocolos. Los registros desde el siglo XIII son unos 40.000 volúmenes, que pueden ser consultados por los historiadores.
El actual decano presidente es el notario José Alberto Marín Sánchez.